# Усадьба Суур-Мерийоки
Суур-Мерийоки (фин. Suur-Merijoen kartano «Большая морская река») — усадьба, располагавшаяся в западной части Выборгской сельской общины Выборгского уезда Российской Империи на территории нынешнего Селезнёвского сельского поселения Выборгского района Ленинградской области.

## История

### Старая усадьба
История усадьбы Суур-Мерийоки прослеживается с XVI века, однако статус поместья она получила лишь в 1651 году. Усадьба неоднократно переходила из рук в руки, будучи предметом дарения и наследования. В число известных хозяев усадьбы входили дворянин Эрик Лилиесшкёльд, обер-комендант Выборгской крепости Иван Максимович Шувалов, а также адмирал Дмитрий Ильич Рудаков. Жил в усадьбе и композитор Александр Константинович Глазунов. Впервые приехав в Суур-Мерийоки в мае 1881 года, он провёл лето, написав несколько романсов, вариаций и других произведений, а также продолжал работу над первой симфонией.

### Летняя резиденция Нойшеллеров
В 1900 году усадьбу купил петербургский предприниматель швейцарского подданства Максимилиан Отмар Нойшеллер, знаменитый меценат и благотворитель, один из основных акционеров завода «Треугольник». До революции усадьба служила летней резиденцией семьи Нойшеллеров в России. Общая площадь всех земель Суур-Мерийоки составляла 865 Га.

#### Усадебный дом
Усадьба получила широкую известность в результате возведения главного усадебного дома — виллы общей площадью 900 м², прозванной «Лесным дворцом», которая была построена в 1901—1904 гг. по проекту архитектурного бюро «Гезеллиус-Лингдрен-Сааринен» под руководством архитекторов Германа Гезеллиуса, Армаса Линдгрена и Элиэля Сааринена. 

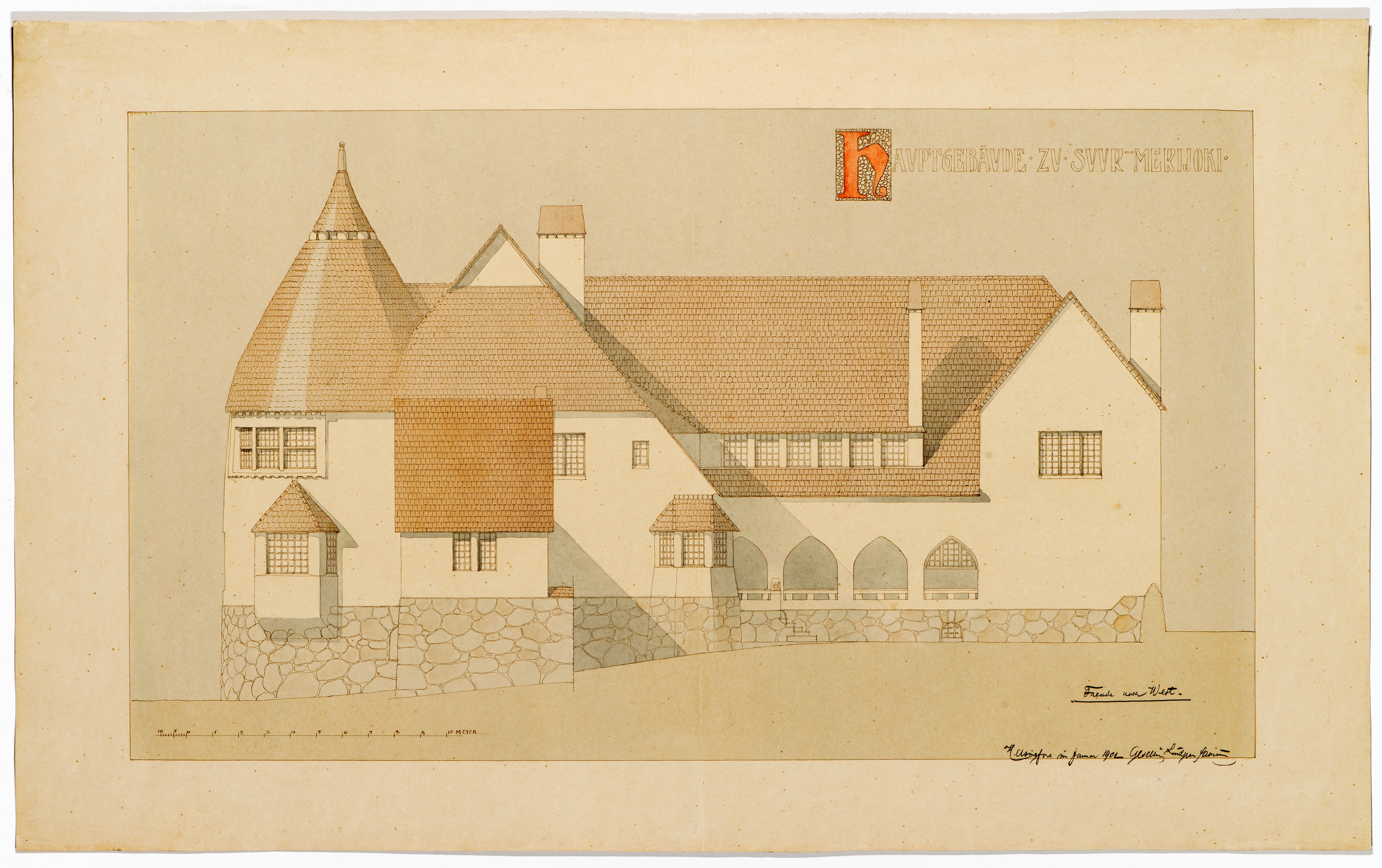
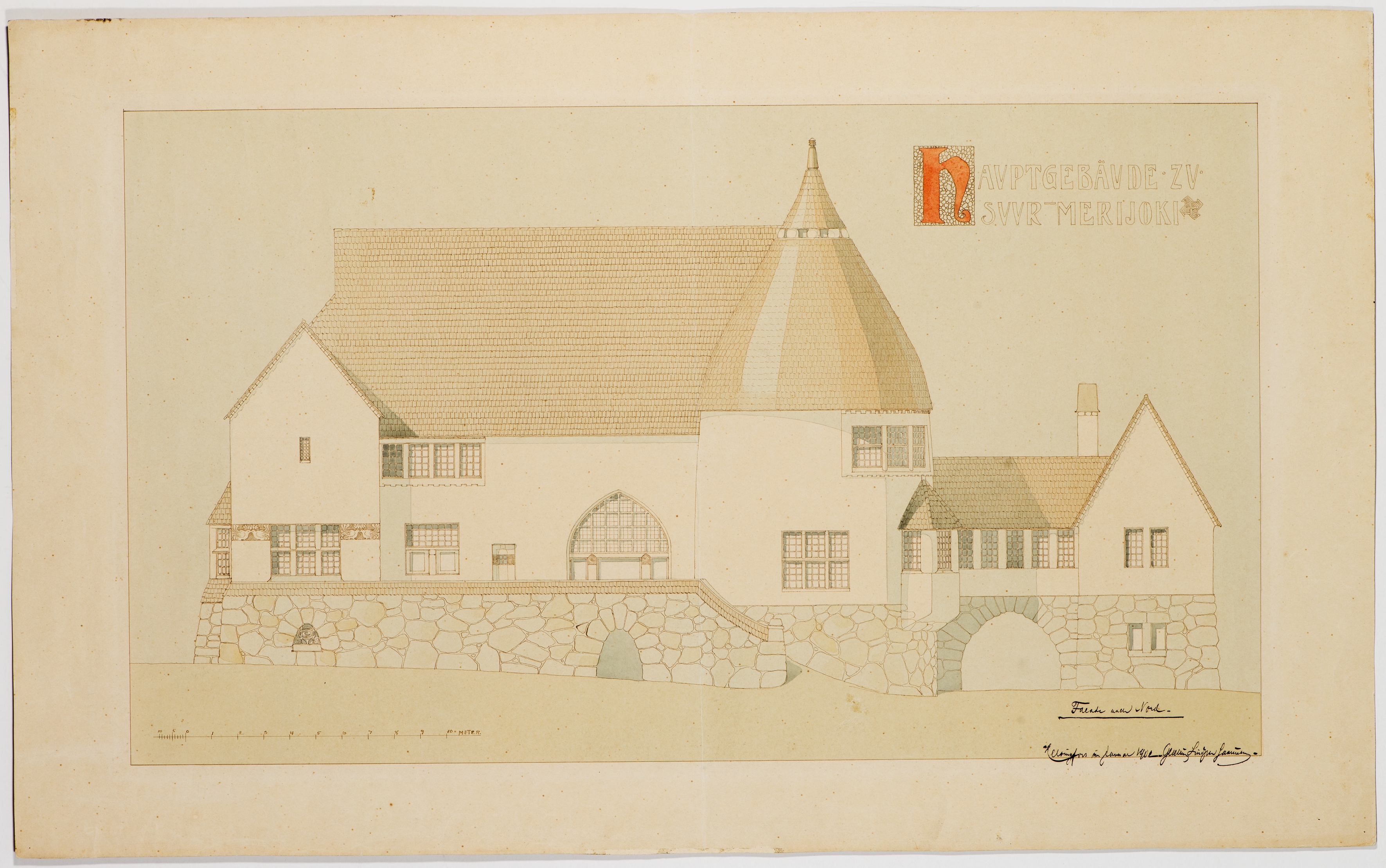
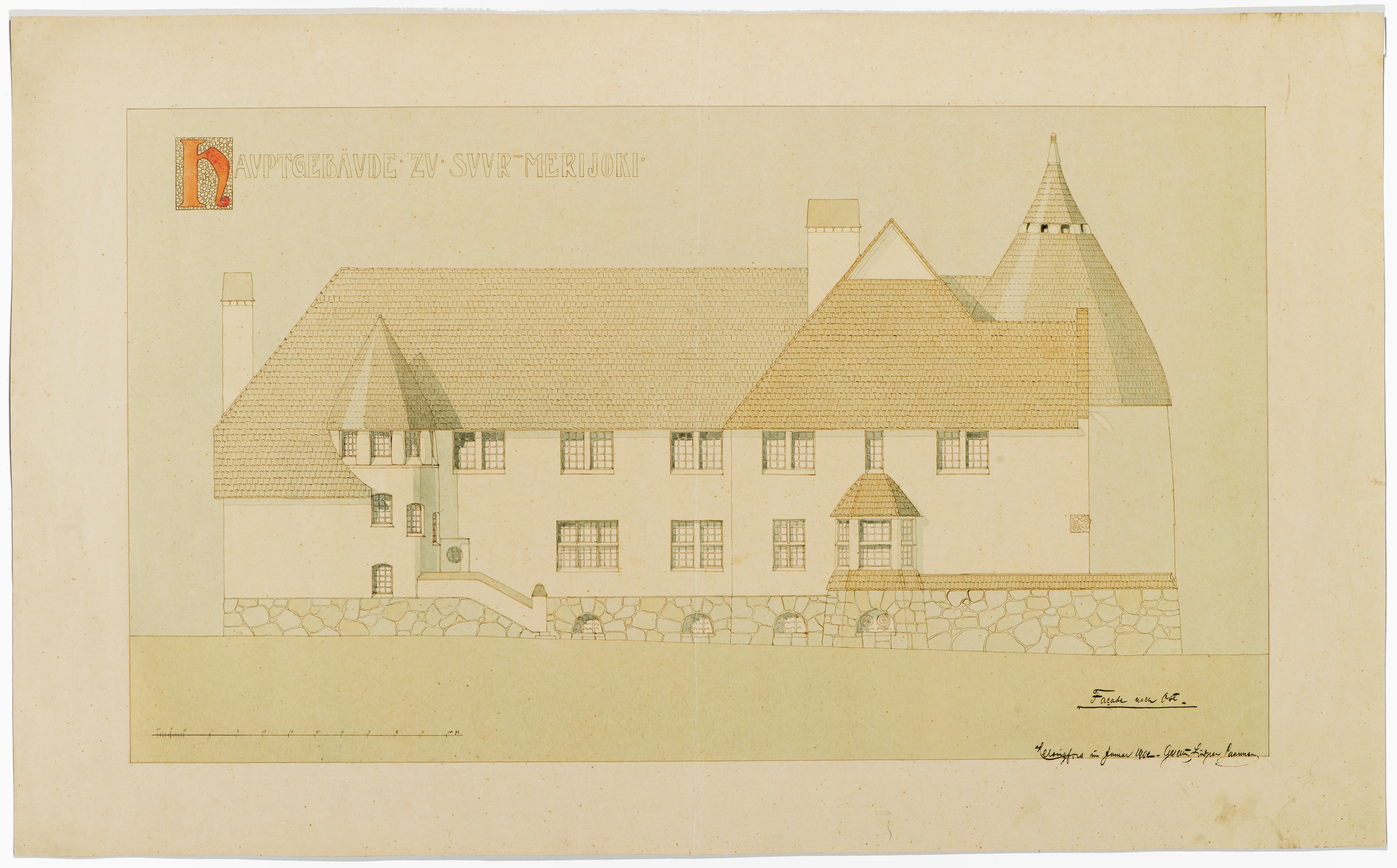
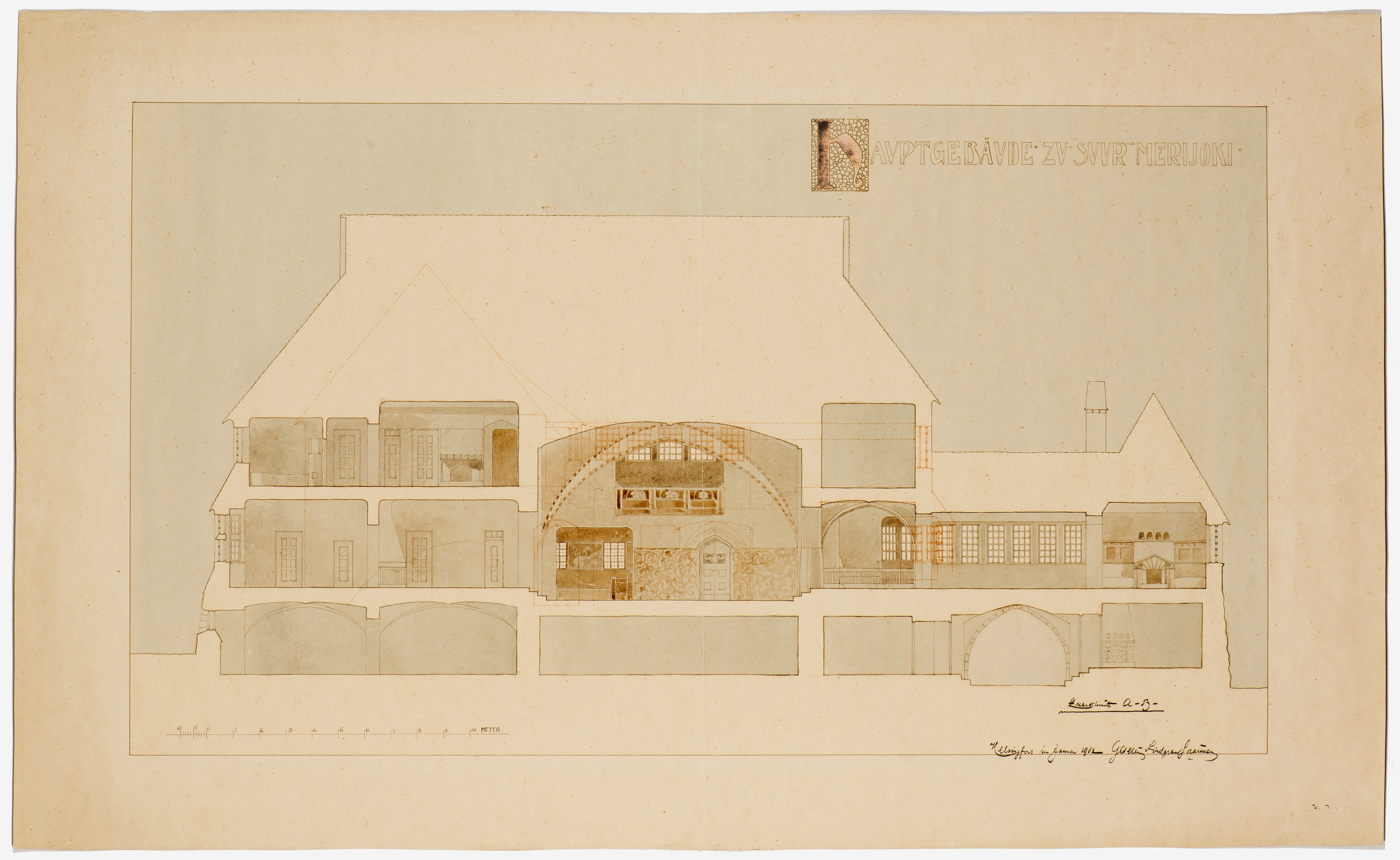
Здание в разрезе
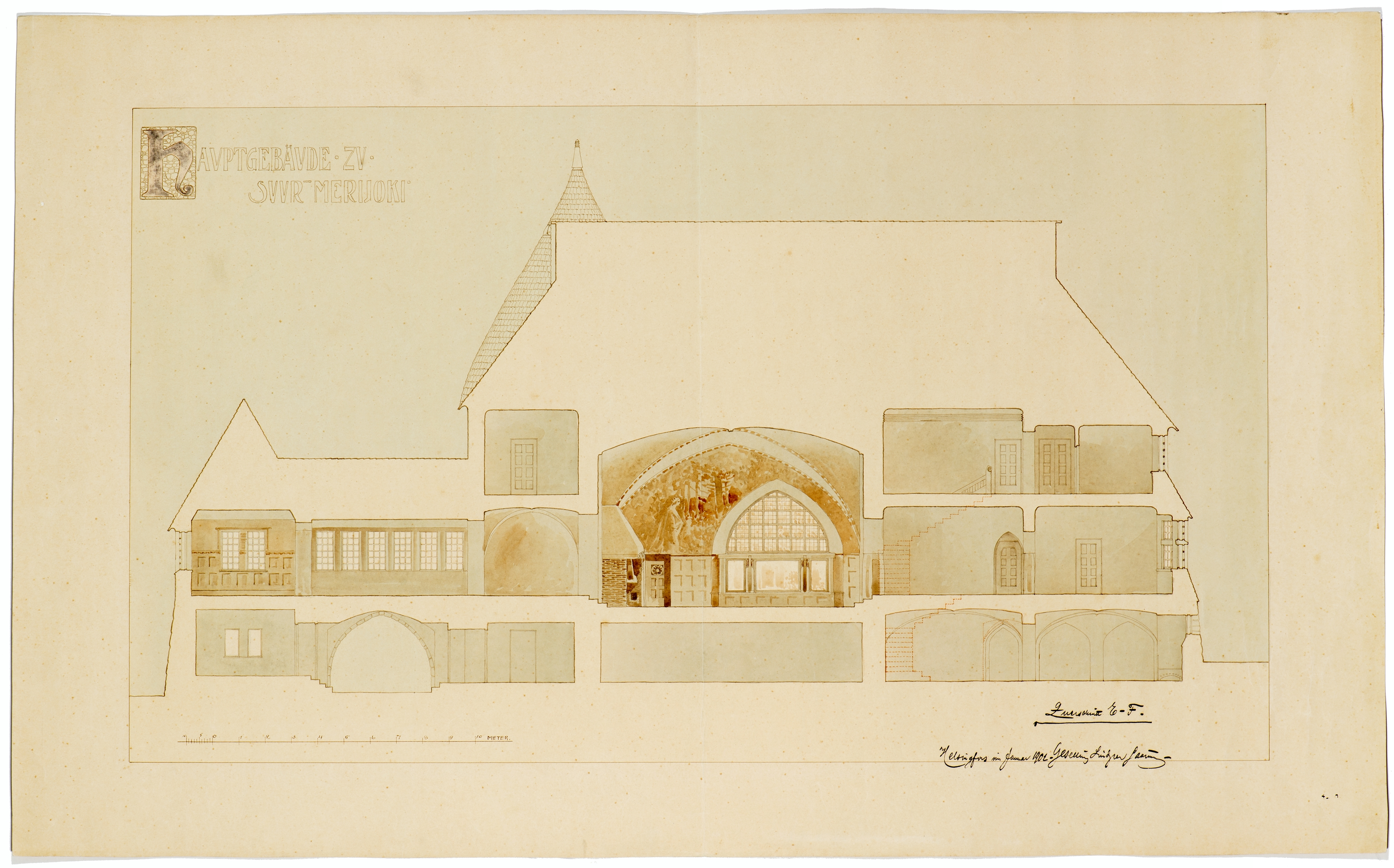
Здание в разрезе
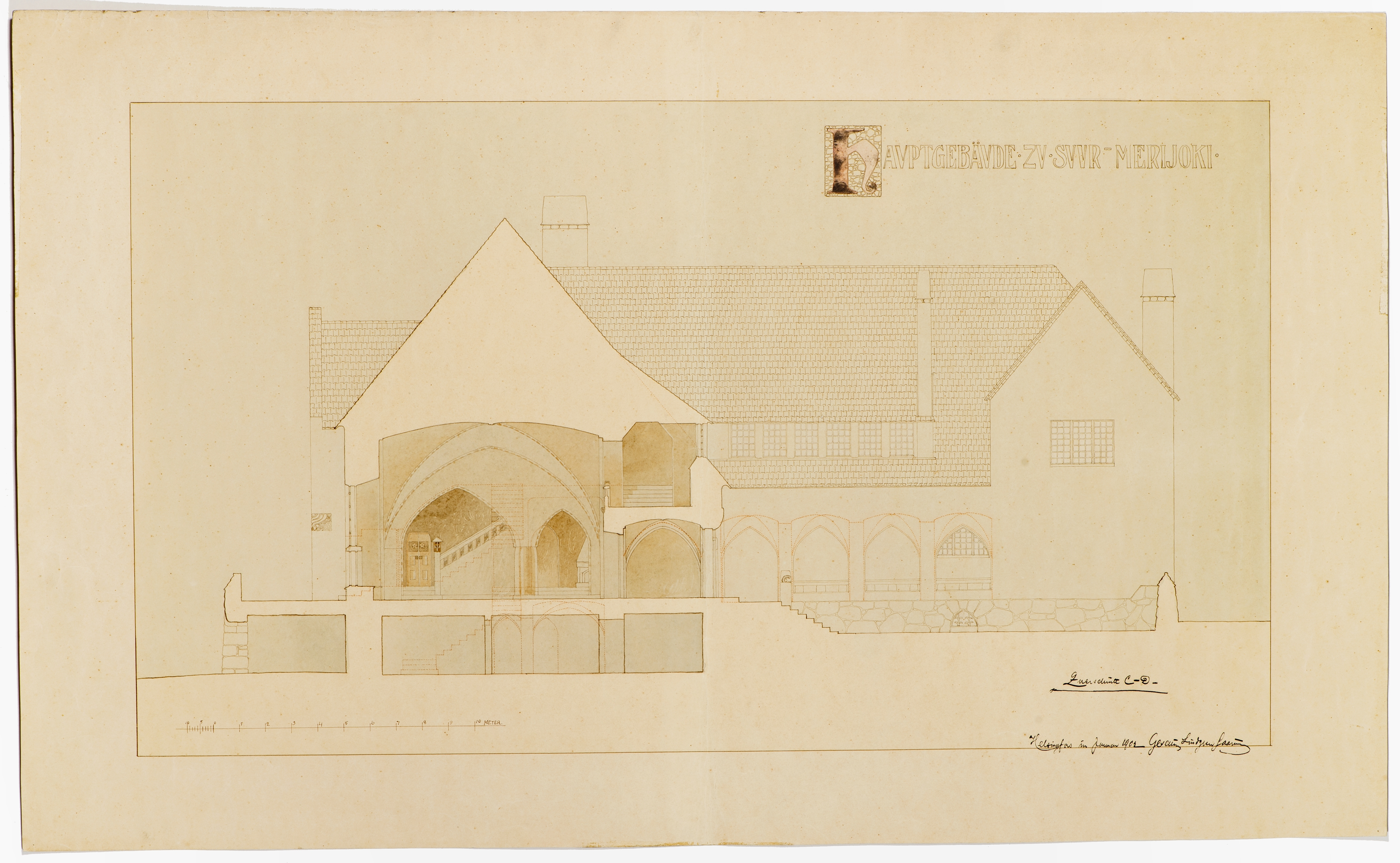
Здание в разрезе
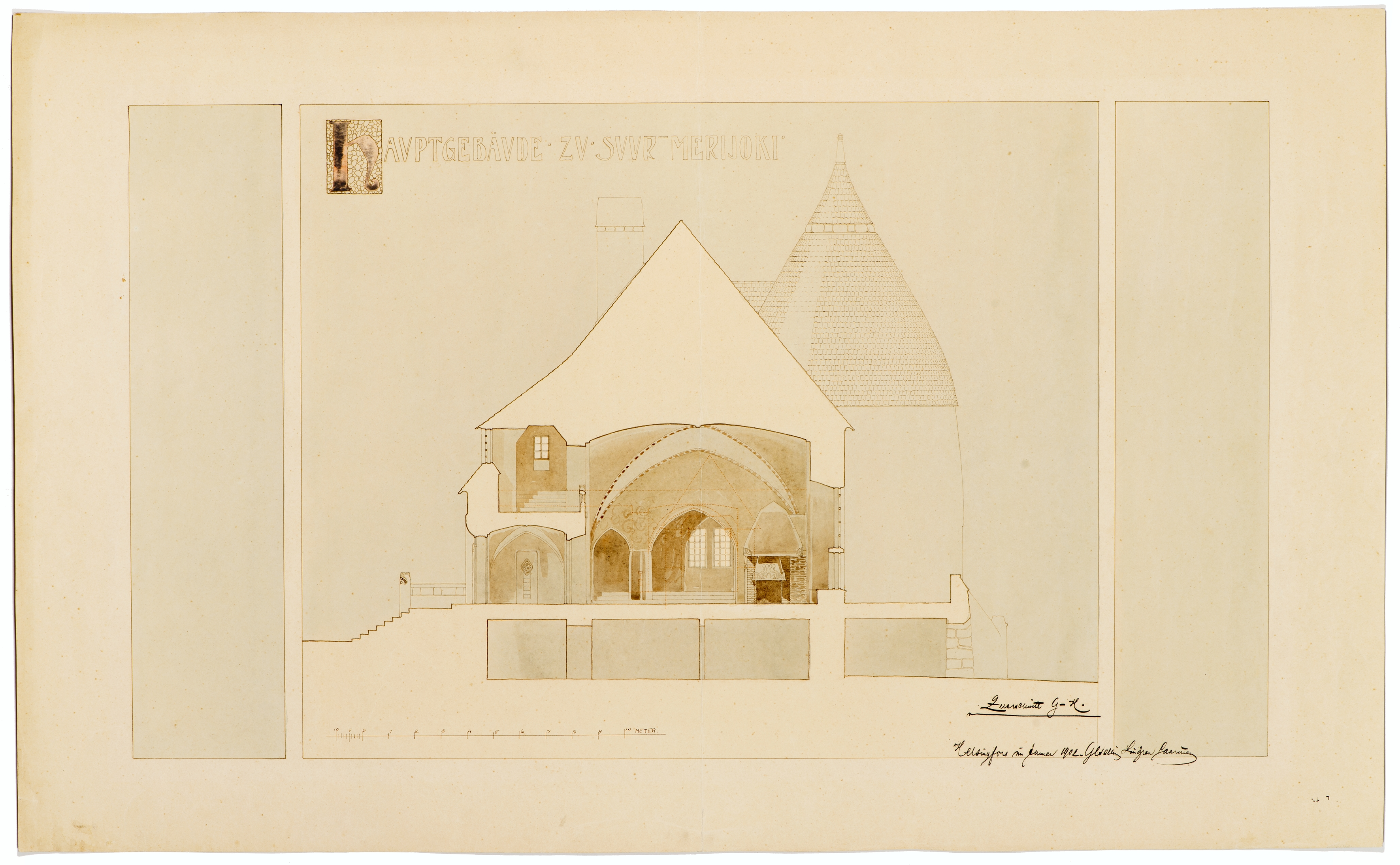
Здание в разрезе
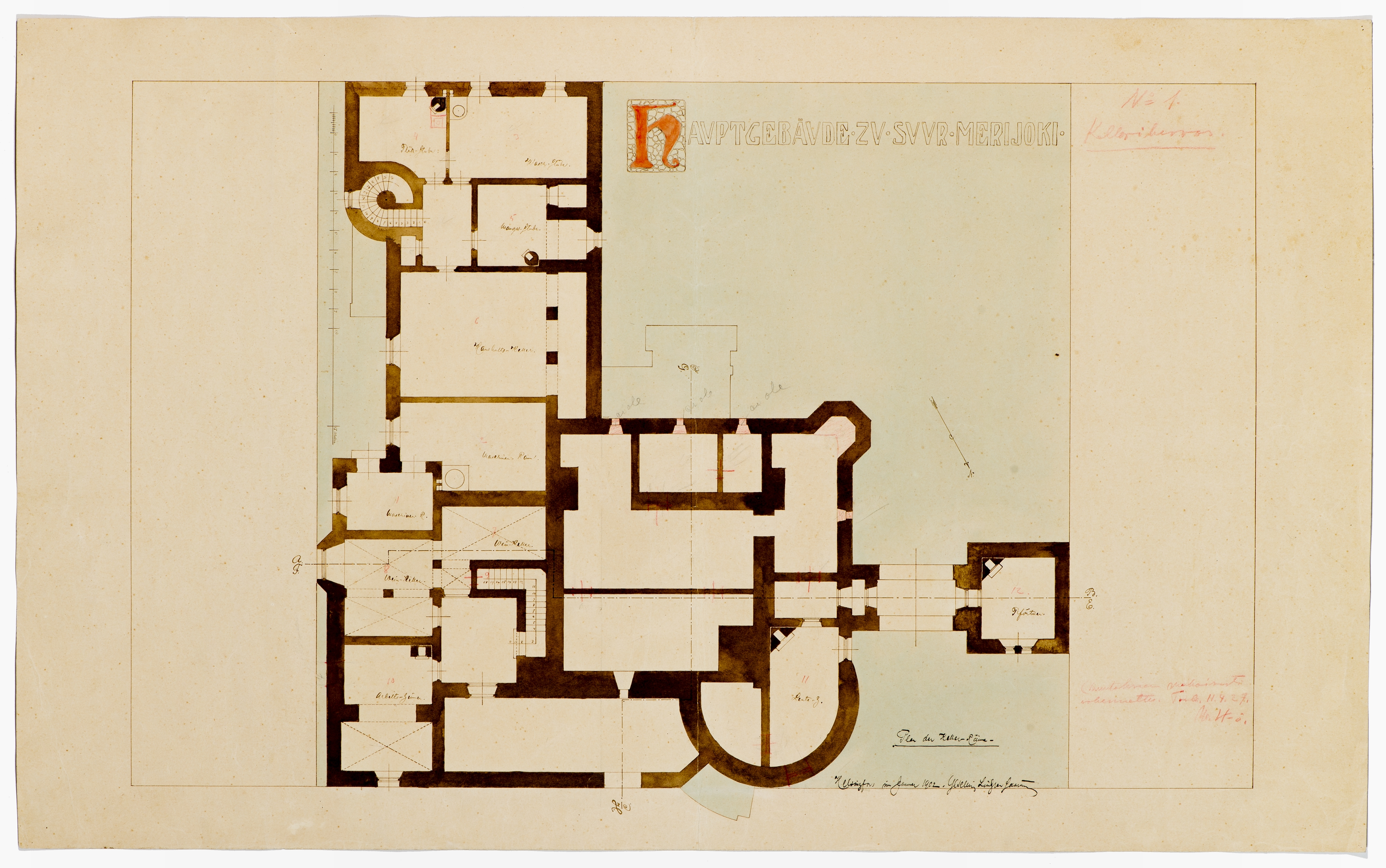
План цокольного этажа

Отличительной особенностью главного усадебного дома, построенного в стиле национального романтизма, являлась угловая башня цилиндрической формы, увенчанная шлемовидным куполом с эркерным окном, арочное панорамное окно в главном зале, достигавшее 5 м в ширину и 4,8 м в высоту, а также высокая черепичная кровля. Не меньшую известность получили и интерьеры с элементами в стиле национального фольклора Финляндии, украшенные работами скульпторов Феликса Нюлунда и Лойи Гезеллиус-Сааринен (супруги Элиэля Сааринена), чеканками по металлу Эрика Эрстрёма, фресками Вяйно Бломстедта и Габриэля Энгберга, традиционными финскими коврами (эскизы которых выполнял сам иллюстратор «Калевалы» Аксели Галлен-Каллела), роскошными изразцовыми печами и светильниками. Все элементы интерьера были выполнены на заказ по индивидуальным чертежам авторов проекта. 

3D-модель главного усадебного дома Суур-Мерийоки
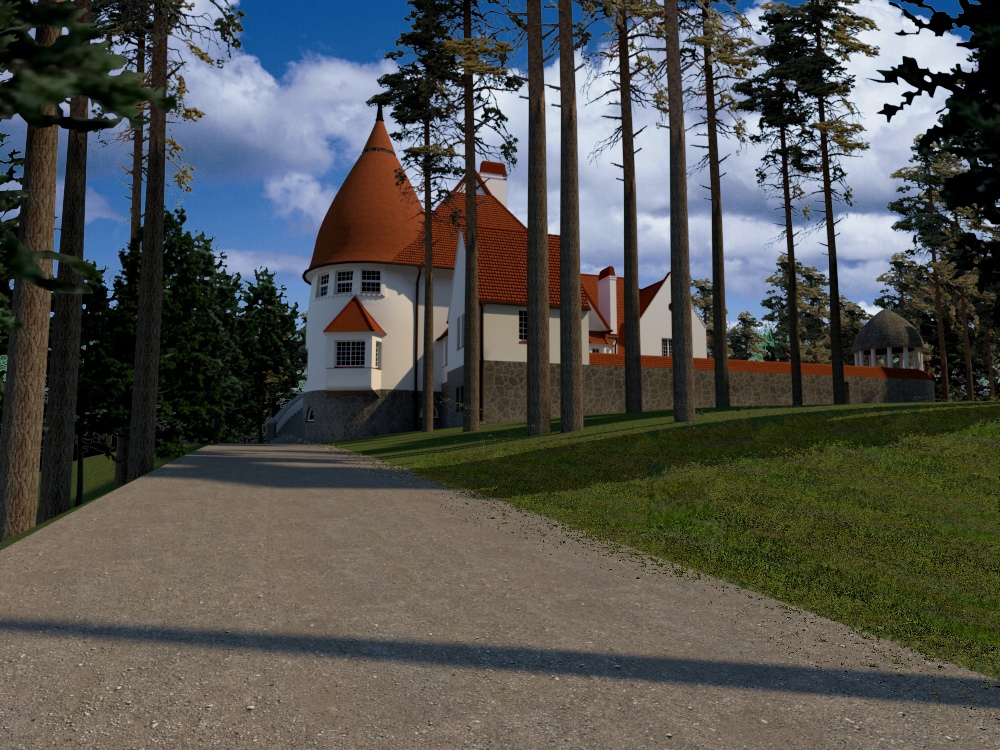
Главный усадебный дом Суур-Мерийоки - вид на башню
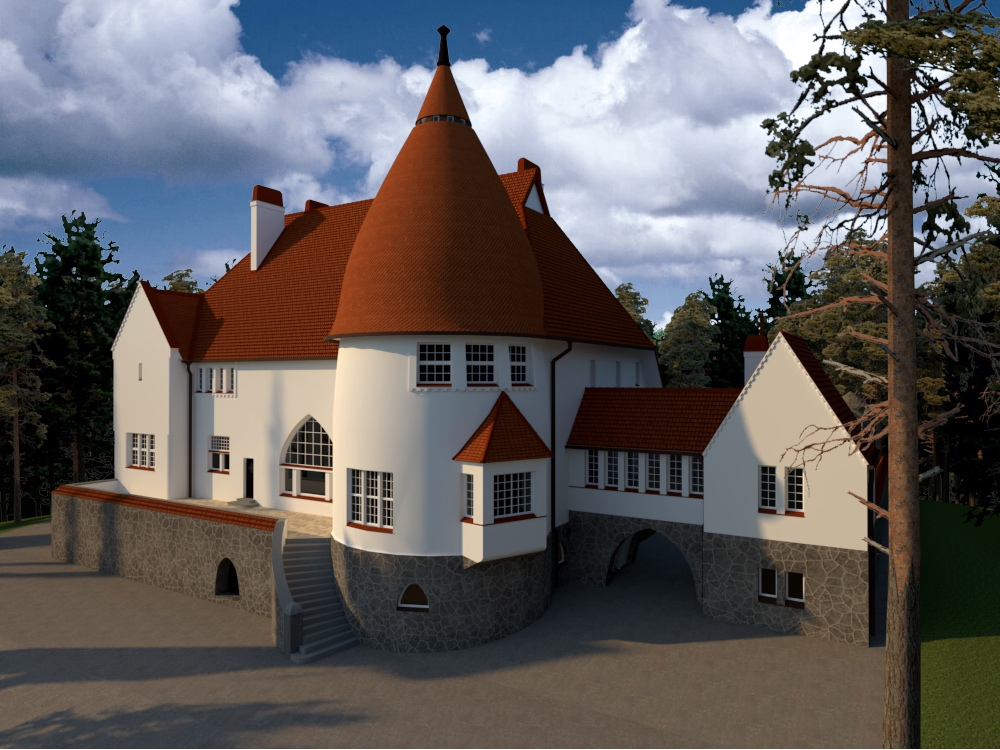
Главный усадебный дом Суур-Мерийоки - вид на башню
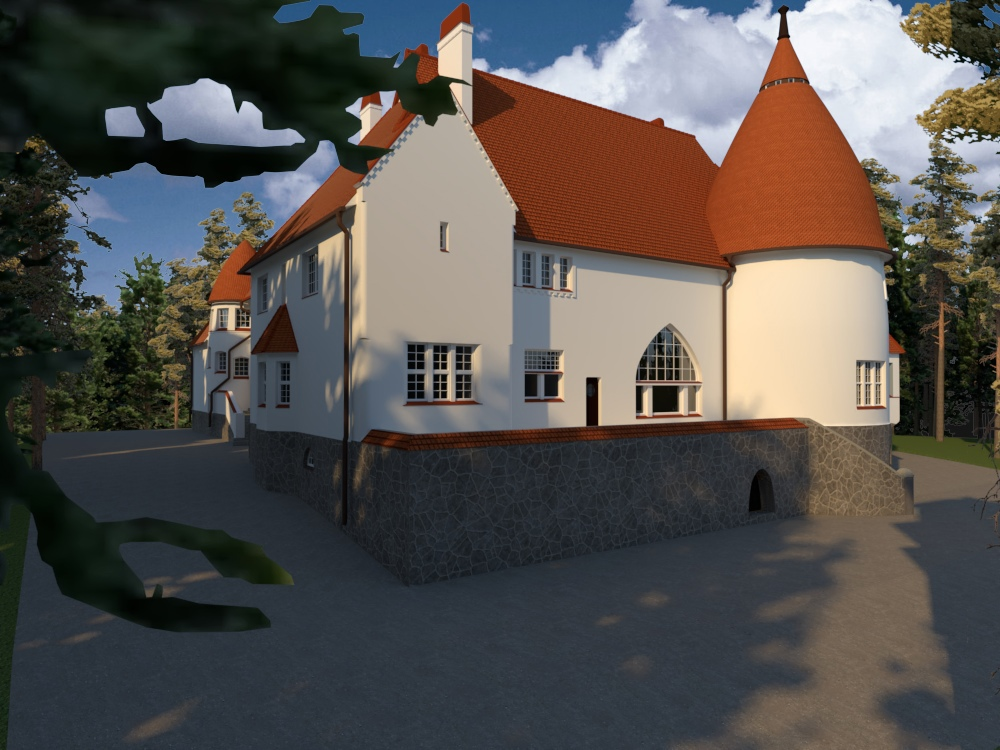
Главный усадебный дом Суур-Мерийоки - вид на восточную террасу
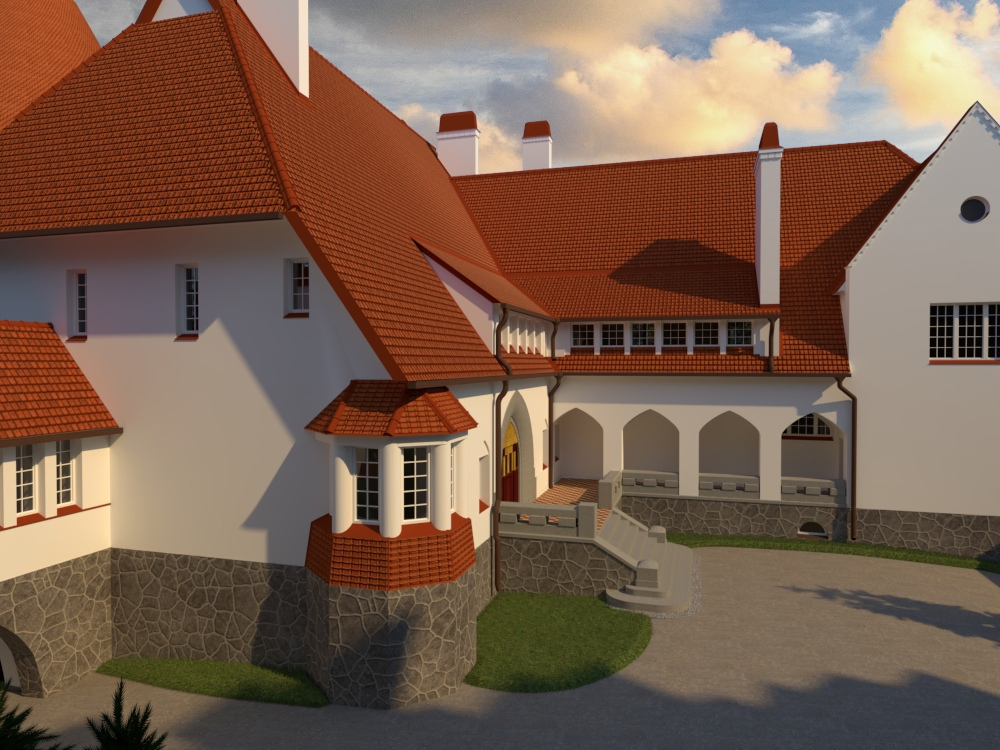
Внутренний двор главного усадебного дома Суур-Мерийоки
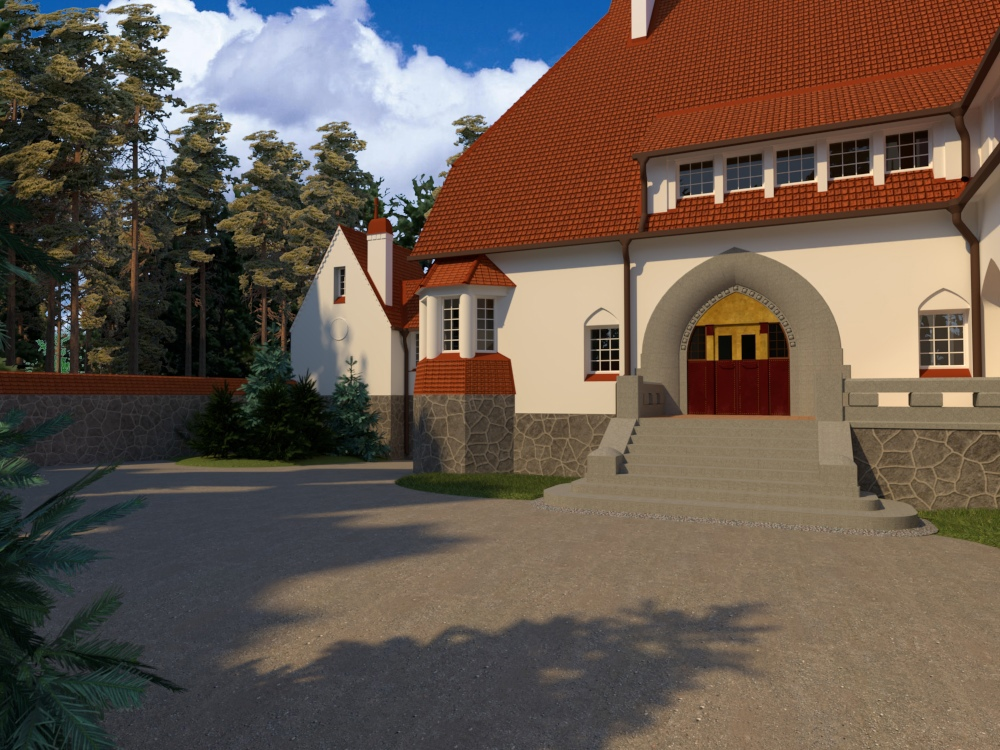
Внутренний двор главного усадебного дома Суур-Мерийоки с видом на парадный вход.
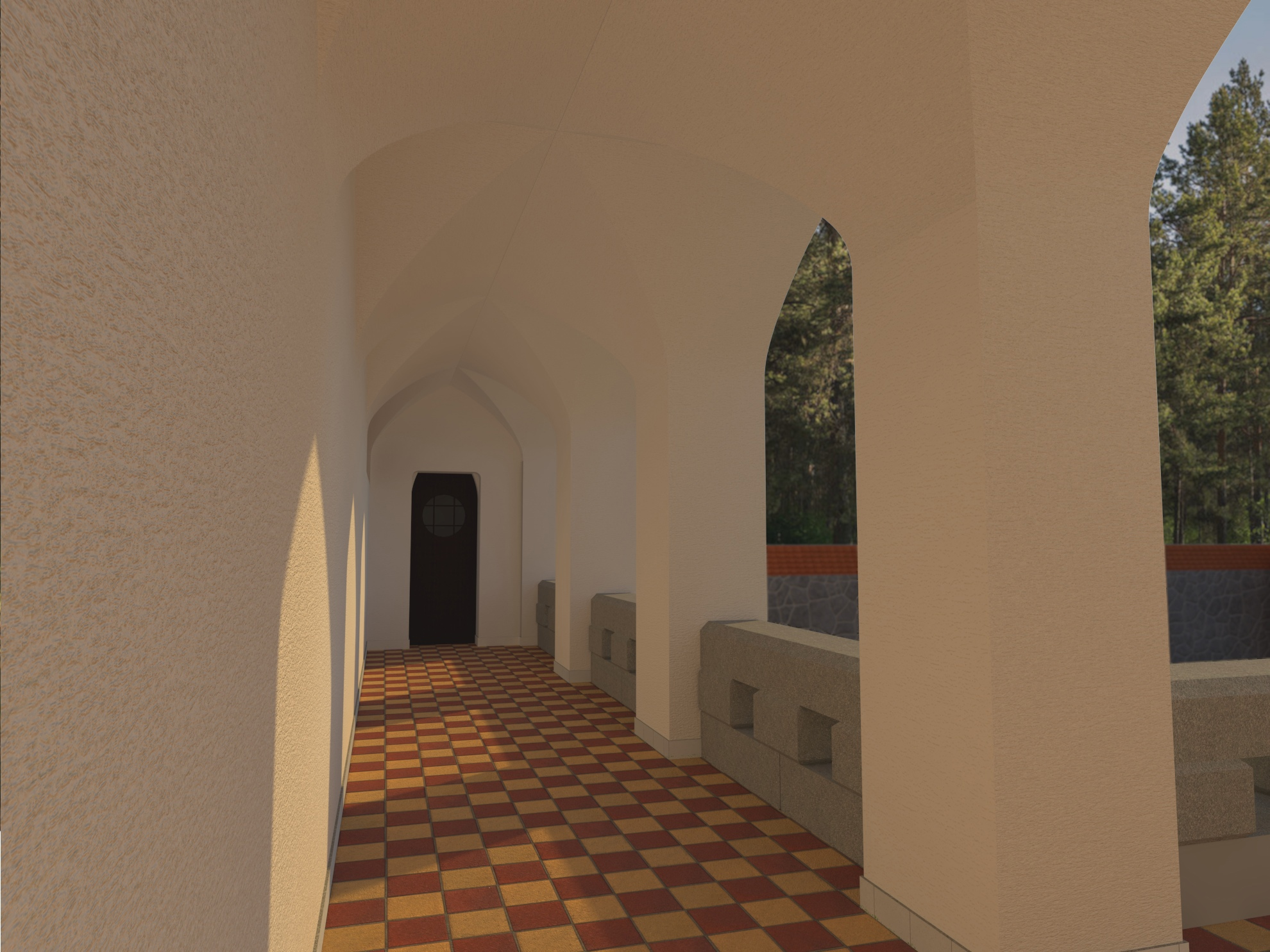
Терраса на внутреннем дворе главного усадебного дома Суур-Мерийоки
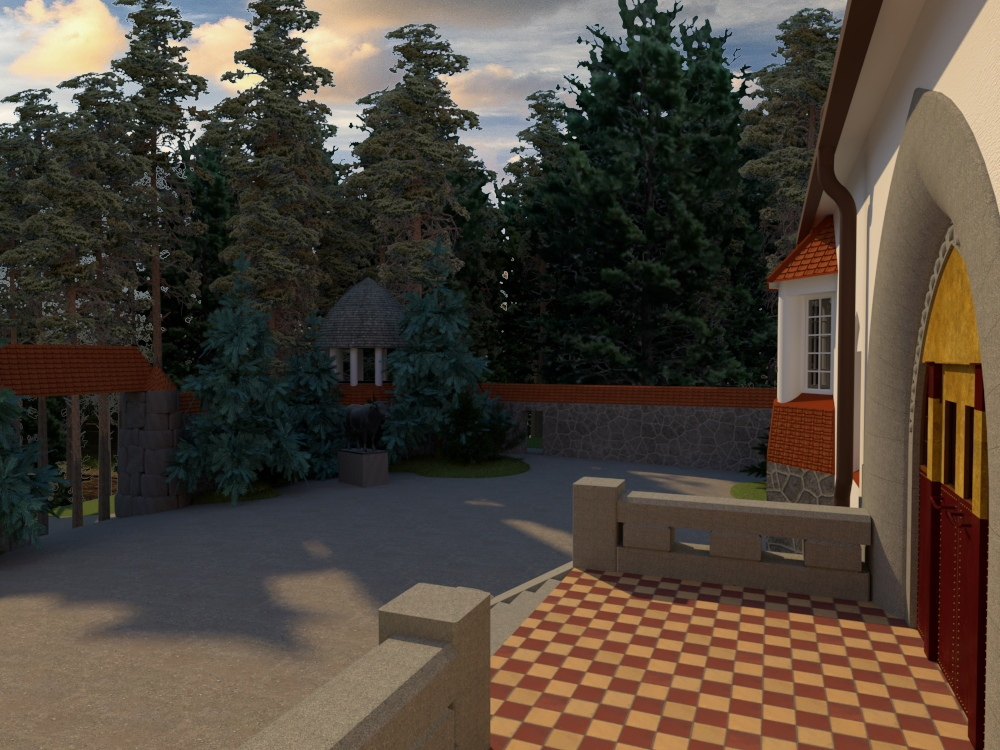
Внутренний двор главного усадебного дома Суур-Мерийоки

#### Хозяйственные постройки
В дополнение к основному зданию, были также возведены новые здания фермы: коровники, конюшни и сараи. Для разведения коров айрширской породы из Англии был выписан племенной бык по кличке Грей. Хозяйство усадьбы насчитывало 300 коров айрширской породы, 55 лошадей и 100 голов домашней птицы. Бык Грей стал всеобщим любимцем, и по указанию Нойшеллера во дворе усадьбы была установлена скульптура этого бычка работы Юна Мунстеръелма, впоследствии перевезённая финскими офицерами в Ярвенпяа в ходе военных действий. В поместье также находилась лесопилка и мельница, а начиная с 1910 года был запущен завод по производству льняного масла и олифы. Также, в 1910 году была построена обсерватория, сохранившаяся до настоящего времени, а в главном усадебном доме была оборудована фотолаборатория для проявления снимков. Максимиллиан Нойшеллер очень интересовался не только астрономией и цветной фотографией, но и новейшими методами ведения сельского хозяйства. Так, на окрестных землях впервые в Финляндии использовался трактор. Сад особняка также требовал огромного объёма работ — реконструкция земель поместья началась сразу же после того, как земля перешла во владение Нойшеллеров, а производство работ осуществляло несколько сотен наемных рабочих. Также была произведена реконструкция жилья под аренду и построено много иных новых фермерских построек, взамен уже разрушенных.

### Аэропорт Суур-Мерийоки
В конце 1917 года Максимиллиана Нойшеллера арестовали, как владельца капиталистической собственности, и доставили в Москву. Рабочие «Треугольника» собрали делегацию, которая ходатайствовала об освобождении Максимиллиана. В 1919 году Нойшеллера отпустили из-под ареста, но возвращаясь из Москвы в Санкт-Петербург он скончался. Вдова Нойшеллера Корнелия умерла в 1924 году. Через два года усадьба была продана семьей Нойшеллеров финскому коммерсанту Ингману, а в 1927 году — вооруженным силам Финляндии.
После продажи усадьбы правительству Финляндии, которое приобрело его для нужд военно-воздушных сил страны, на территории усадьбы был построен аэропорт Суур-Мерийоки, и до 1939 года здесь базировалась Отдельная наземная эскадрилья.
До начала Второй мировой войны на аэродроме регулярно проводился авиасалон, на котором принимали участие асы, выполнявшие фигуры высшего пилотажа. Так, общее число зрителей, посетивших авиасалон 1935 года, составило 20 тысяч человек. Первый внутренний регулярный рейс компании Aero Oy (совр. Finnair) на самолёте De Havilland Dragon Rapide (OH-BLA) из Хельсинки в Выборг прибыл в аэропорт Суур-Мерийоки 1 мая 1937 года. Пассажирское сообщение продолжалось в летние сезоны до конца августа 1939 года. С началом Второй мировой войны осенью 1939 года, аэропорт Суур-Мерийоки служил военным аэродромом, а главный усадебный дом служил офицерским клубом.

## Суур-Мерийоки сегодня
Во время войны в здание виллы попала бомба и случился пожар. Были повреждены крыша и верхний этаж, но позднее, после ремонта, здание использовалось как больница. Окончательное разрушение пришлось на советский период. После войны на территории поместья на месте заброшенного аэропорта была возведена большая казарма. В настоящее время вилла руинизирована и представляет собой часть цокольного этажа, арку перехода из музыкального зала в бильярдную, а также часть каменной ограды внутреннего двора. Сохранились некоторые хозяйственные постройки усадьбы, каменный фундамент амбара, обсерватория и усадебные деревья редких пород. Многие элементы интерьера удалось спасти от уничтожения благодаря тому, что в предвоенные годы различные предметы быта, мебель и фурнитура были вывезены финскими офицерами вглубь Финляндии и по настоящее время они экспонируются в музеях Суоми.